# Schismatoglottis sejuncta
Schismatoglottis sejuncta är en kallaväxtart som beskrevs av Alistair Hay. Schismatoglottis sejuncta ingår i släktet Schismatoglottis och familjen kallaväxter. Inga underarter finns listade.